# Camping Key Europe
De Camping Key Europe (CKE) is een internationaal erkende identiteitskaart voor kampeerders. De kaart biedt kortingen op campingboekingen, een verzekering en de functie als identiteitskaart.
De Camping Key Europe is het resultaat van een samenwerking tussen ADAC, de ANWB en de vier partners van Camping Card Scandinavia. Per 1 januari 2012 is deze kaart in gebruik genomen. In 2018 heeft de ANWB de kaart helemaal overgenomen van haar partners. 
Voor de ANWB vervangt de Camping Key Europe de Camping Card International. De Camping Card International is nog steeds verkrijgbaar als afzonderlijke kaart, echter niet meer bij de ANWB.
De pas is een concurrent van de ACSI Club ID en de Camping Card International.